# Mladen Bartolović
Mladen Bartolović (* 10. April 1977 in Zavidovići, SFR Jugoslawien) ist ein ehemaliger bosnischer Fußballspieler und heutiger -trainer.

## Karriere als Spieler

### Verein
Der in Zavidovići geborene Bartolović spielte bis zu seinem 16. Lebensjahr Basketball. Da jedoch der Basketball-Spielbetrieb während des Bosnienkriegs zum Erliegen kam, wendete er sich dem Fußball zu. Er begann seine Profikarriere 1996 beim kroatischen Klub HNK Segesta Sisak und wechselte zwei Jahre später zu Cibalia Vinkovci in die 1. HNL.
In der Saison 2000/01 spielte er im Rahmen einer einjährigen Leihe für den 1. FC Saarbrücken in der 2. Bundesliga und kam in 33 Einsätzen auf sechs Tore. Im Anschluss kehrte er zu Cibalia Vinkovci zurück. In der Saison 2003/04 spielte er für Dinamo Zagreb, in den darauffolgenden zwei Spielzeiten für den Stadtrivalen NK Zagreb. Mit Dinamo gewann er den kroatischen Pokal 2003/04. Von 2006 bis 2009 spielte er für Hajduk Split.
Im Sommer 2009 wechselte er in die iranische Persian Gulf Pro League zum Foolad FC. Nach einem Jahr kehrte er zu Cibalia Vinkovci zurück und beendete dort 2015 seine aktive Karriere. Insgesamt erzielte er 78 Tore in 338 Spielen in der kroatischen ersten Liga.

### Nationalmannschaft
Bartolović debütierte am 7. Juni 2003 in einem Qualifikationsspiel zur EM 2004 gegen Rumänien für die bosnisch-herzegowinische Nationalmannschaft. Er absolvierte zwischen 2003 und 2007 insgesamt 17 Länderspiele für Bosnien-Herzegowina.

## Karriere als Trainer
Nach seiner Spielerkarriere arbeitet Bartolović zunächst als Jugendtrainer bei Cibalia Vinkovci. Im Sommer 2016 übernahm er die erste Mannschaft des Drittligisten NK Bedem Ivankovo als Cheftrainer.
Im März 2017 wurde er Cheftrainer der ersten Mannschaft von Cibalia Vinkovci. Er trat damit die Nachfolge von Peter Pacult an, der zuvor nach nur fünf sieglosen Spielen im Amt entlassen wurde. Zum Zeitpunkt der Übernahme war Cibalia in der 1. HNL abgeschlagen Tabellenletzter mit sieben Punkten Abstand zum Relegationsplatz. Bis zum Ende der Saison 2016/17 holte die Mannschaft unter Bartolović elf Punkte und schloss die Saison auf dem Relegationsplatz ab. Die Relegationsspiele gegen HNK Gorica wurden mit 2:0 und 3:1 gewonnen, wodurch der Klassenerhalt gesichert wurde.
Im März 2018 wurde er nach einer 1:5-Niederlage gegen HNK Rijeka entlassen. Er ist jedoch weiterhin für Cibalia Vinkovci als Chefscout und Jugendkoordinator tätig.